# Nekrolog Juni 2004
Nekrolog
◄◄
| ◄
| 2000
| 2001
| 2002
| 2003
| 2004 | 2005 | 2006 | 2007 | 2008 | ► | ►►
Januar |
Februar |
März |
April |
Mai |
Juni |
Juli |
August |
September |
Oktober |
November |
Dezember 2004
Weitere Ereignisse | Allgemeiner Nekrolog 2004
Die Beschreibung der verstorbenen Person sollte so kurz wie möglich gehalten sein und nur deren signifikante Tätigkeit(en) enthalten.
Neue Namen ggf. auch unter dem Geburts- und Sterbedatum, also etwa unter 1. Januar und im Geburts- und Sterbejahr (2024) eintragen (nur bei entsprechender großer Wichtigkeit). Für Beispiele siehe die schon vorhandenen Artikel.
Außerdem über die fünf zuletzt Verstorbenen, zu denen es einen ausreichend guten Artikel für eine Präsentation auf der Hauptseite gibt, nach der todesbedingten Überarbeitung der Artikel ggf. auch unter Wikipedia Diskussion:Hauptseite informieren und sie am besten auch in den anderen Wikipedia-Sprachversionen eintragen. Tipp: Regelmäßig bei news.google.de nach „ist tot“, „gestorben“ oder „verstorben“ suchen.
Wenn eine Person gestorben ist, gibt es viele Seiten zu dieser Person in der Wikipedia, die davon auch betroffen sind und entsprechend aktualisiert werden müssen. Beispiele: Namenübersichtsseite, Geburtsjahr, Geburtsort-Seiten und viele mehr.
Wie finde ich die betroffenen Seiten?
Im Suchfeld auf der linken Seite gibt man den Suchbegriff so ein: „Vorname Nachname“. Dann klickt man auf Volltext und alle Seiten mit entsprechendem Suchtext werden aufgerufen. Hier sieht man dann schnell, wo auch das Todesjahr Sinn macht oder sogar ein Teil des Artikels angepasst werden muss. Auch hilft das „Werkzeug“ auf der linken Seite sehr gut, um solche Seiten aufzufinden: „Links auf diese Seite“. Somit ist die Wikipedia wieder aktuell in allen Bereichen! Hinweis: bei Eintragung der Kategorie „Gestorben JAHR“ wird der Missbrauchsfilter 49 ausgelöst, was jedoch nicht schlimm ist. Siehe: Spezial:Missbrauchsfilter/49
Dies ist eine Liste von im Juni 2004 verstorbenen bekannten Persönlichkeiten. Die Einträge erfolgen innerhalb der einzelnen Daten alphabetisch sortiert. Tiere sind im Nekrolog für Tiere zu finden.

## Juni
| Tag      | Name                                     | Beruf, bekannt als                                                                                              | Alter | Beleg |
| -------- | ---------------------------------------- | --- | ----- | ----- |
| 1. Juni  | Sándor Arizs                             | ungarischer Opernsänger                                                                                         | 69    |       |
| 1. Juni  | Hubert Distler                           | deutscher Maler und Grafiker                                                                                    | 84    |       |
| 1. Juni  | James Dudley                             | US-amerikanischer Wrestlingmanager                                                                              | 94    |       |
| 1. Juni  | Mathias Einert                           | deutscher Schauspieler und Synchronsprecher                                                                     | 50    |       |
| 1. Juni  | Karl Flügel                              | deutscher Geistlicher, Weihbischof in Regensburg                                                                | 88    |       |
| 1. Juni  | Michel-Joseph-Gérard Gagnon              | kanadischer Geistlicher, katholischer Bischof                                                                   | 71    |       |
| 1. Juni  | Murray Goodman                           | US-amerikanischer Chemiker (Peptidchemie)                                                                       | 75    |       |
| 1. Juni  | Victor Guazzelli                         | englischer katholischer Bischof                                                                                 | 84    |       |
| 1. Juni  | Charles Kelman                           | US-amerikanischer Augenarzt                                                                                     | 74    |       |
| 1. Juni  | William Raymond Manchester               | US-amerikanischer Historiker und Schriftsteller                                                                 | 82    |       |
| 1. Juni  | Heiko Möhring                            | deutscher Bundeswehroffizier und Unternehmensberater                                                            | 64    |       |
| 1. Juni  | Wendelin Müller-Blattau                  | deutscher Musikwissenschaftler                                                                                  | 81    |       |
| 2. Juni  | Dietz-Otto Edzard                        | deutscher Altorientalist                                                                                        | 73    |       |
| 2. Juni  | Nikolaj Gjaurow                          | bulgarisch-österreichischer Opernsänger                                                                         | 74    |       |
| 2. Juni  | Gerd Vold Hurum                          | norwegische Widerstandskämpferin, Kon-Tiki-Projektleiterin                                                      | 87    |       |
| 2. Juni  | Gerhard Junghähnel                       | deutscher Physiker und Rektor der Technischen Universität Chemnitz sowie der PH Potsdam                         | 78    |       |
| 2. Juni  | Tesfaye Gebre Kidan                      | äthiopischer General und Politiker                                                                              |       |       |
| 2. Juni  | Jonathan D. Kramer                       | US-amerikanischer Komponist, Musikwissenschaftler und -pädagoge                                                 | 61    |       |
| 2. Juni  | Bengt Löfstedt                           | schwedischer mittellateinischer Philologe                                                                       | 72    |       |
| 2. Juni  | Dom Moraes                               | indischer Schriftsteller, Poet und Journalist                                                                   | 65    |       |
| 2. Juni  | Bobb Schaeffer                           | US-amerikanischer Paläontologe                                                                                  | 90    |       |
| 02. Juni | Tini Wagner                              | niederländische Schwimmerin                                                                                     | 84    |       |
| 3. Juni  | Mary Antoinette Brown-Sherman            | liberianische Hochschullehrerin, erste Rektorin der Universität von Liberia                                     | 77    |       |
| 3. Juni  | Frances Dee                              | US-amerikanische Schauspielerin                                                                                 | 94    |       |
| 3. Juni  | Harald Ganzinger                         | deutscher Informatiker                                                                                          | 53    |       |
| 3. Juni  | Michael Gehrke                           | deutscher Jazz-Sänger, Stadtimagepfleger von Hannover                                                           | 60    |       |
| 3. Juni  | Harold Goodwin                           | britischer Schauspieler                                                                                         | 86    |       |
| 3. Juni  | Frances Shand Kydd                       | britische Adelige; Mutter von Diana, Princess of Wales                                                          | 68    |       |
| 3. Juni  | Fernand Leemans                          | belgischer Eiskunstläufer                                                                                       | 78    |       |
| 3. Juni  | Else Levi-Mühsam                         | israelische Bibliothekarin                                                                                      | 94    |       |
| 3. Juni  | Rose Nyland                              | deutsche Schriftstellerin                                                                                       | 73    |       |
| 3. Juni  | Quorthon                                 | schwedischer Musiker                                                                                            | 38    |       |
| 3. Juni  | Werner H. Spross                         | Schweizer Unternehmer, Investor und Mäzen; genannt Gärtner der Nation                                           | 79    |       |
| 4. Juni  | Hermann Argelander                       | deutscher Internist und Psychoanalytiker                                                                        | 84    |       |
| 4. Juni  | Lodewijk de Boer                         | niederländischer Theatermacher, Komponist und Improvisationsmusiker                                             | 67    |       |
| 4. Juni  | Charles Correll                          | US-amerikanischer Filmregisseur und Kameramann                                                                  | 60    |       |
| 4. Juni  | Henri-François-Marie-Pierre Derouet      | französischer Geistlicher, katholischer Bischof                                                                 | 81    |       |
| 4. Juni  | Alfredo Maria Garsia                     | italienischer Geistlicher, katholischer Bischof                                                                 | 76    |       |
| 4. Juni  | Steve Lacy                               | US-amerikanischer Jazz-Musiker und Sopransaxophonist                                                            | 69    |       |
| 4. Juni  | Nino Manfredi                            | italienischer Schauspieler, Drehbuchautor und Filmregisseur                                                     | 83    |       |
| 4. Juni  | Rolf Moebius                             | deutscher Schauspieler                                                                                          | 88    |       |
| 4. Juni  | Anthony Steffen                          | brasilianischer Schauspieler                                                                                    | 74    |       |
| 5. Juni  | Necdet Mahfi Ayral                       | türkischer Theater- und Filmschauspieler                                                                        | 95    |       |
| 5. Juni  | Johnny Bent                              | US-amerikanischer Eishockeyspieler                                                                              | 95    |       |
| 5. Juni  | Carlo Bohländer                          | deutscher Jazzmusiker und -pädagoge                                                                             | 84    |       |
| 5. Juni  | Iona Brown                               | britische Violinistin und Dirigentin                                                                            | 63    |       |
| 5. Juni  | Jack Foster                              | neuseeländischer Marathonläufer britischer Herkunft                                                             | 72    |       |
| 5. Juni  | Karl-Ernst Maedel                        | deutscher Sachbuchautor                                                                                         | 84    |       |
| 5. Juni  | Michael Henry Marsham, 7. Earl of Romney | britischer Politiker                                                                                            | 93    |       |
| 5. Juni  | Gérard Mégie                             | französischer Physiker und Vorsitzender des CNRS                                                                | 58    |       |
| 5. Juni  | Friedrich Obleser                        | deutscher Generalleutnant und Luftwaffeninspekteur                                                              | 81    |       |
| 5. Juni  | Ronald Reagan                            | US-amerikanischer Schauspieler und Politiker, 33. Gouverneur von Kalifornien, 40. Präsident der USA             | 93    |       |
| 6. Juni  | Marianne Awerbuch                        | deutsch-israelische Historikerin und Judaistin                                                                  | 86    |       |
| 6. Juni  | Judy Campbell                            | britische Bühnen-, Film- und Fernsehschauspielerin                                                              | 88    |       |
| 6. Juni  | Louis Conne                              | Schweizer Bildhauer und Grafiker                                                                                | 98    |       |
| 6. Juni  | Donald Rusk Currey                       | US-amerikanischer Geograph                                                                                      |       |       |
| 6. Juni  | Paul Debes                               | deutscher Buddhist                                                                                              | 97    |       |
| 6. Juni  | André Lesouëf                            | französischer Priester, Apostolischer Präfekt von Kompong-Cham                                                  | 86    |       |
| 6. Juni  | Mark Northover                           | britischer Schauspieler                                                                                         | 54    |       |
| 6. Juni  | Charles Marie Ternes                     | luxemburgischer Archäologe und Althistoriker                                                                    | 65    |       |
| 7. Juni  | Angelika Birck                           | österreichische Psychologin                                                                                     | 32    |       |
| 7. Juni  | José Luis Calderón Cabrera               | mexikanischer Architekt                                                                                         |       |       |
| 7. Juni  | Joseph L. Doob                           | US-amerikanischer Mathematiker                                                                                  | 94    |       |
| 7. Juni  | Hans Jürgen Friederici                   | deutscher marxistischer Historiker                                                                              | 81    |       |
| 7. Juni  | John P. Lomenzo                          | US-amerikanischer Jurist und Politiker                                                                          | 88    |       |
| 7. Juni  | Roger Matton                             | kanadischer Komponist und Musikethnologe                                                                        | 75    |       |
| 7. Juni  | Bern Porter                              | US-amerikanischer Physiker, Verleger und Schriftsteller                                                         | 93    |       |
| 8. Juni  | Masakatsu Asari                          | japanischer Skispringer                                                                                         | 58    |       |
| 8. Juni  | David M. Blow                            | britischer Biophysiker                                                                                          | 72    |       |
| 8. Juni  | Fosco Maraini                            | italienischer Anthropologe, Ethnologe, Schriftsteller und Fotograf                                              | 91    |       |
| 8. Juni  | Erwin Niermann                           | deutscher Politiker (SPD)                                                                                       | 74    |       |
| 8. Juni  | Hans-Dieter Schrader                     | deutscher Politiker (SPD), MdL                                                                                  | 75    |       |
| 8. Juni  | Ernst Gerold Schramm                     | deutscher Sänger und Musikpädagoge                                                                              | 65    |       |
| 8. Juni  | Nuria Torray                             | spanische Schauspielerin                                                                                        | 69    |       |
| 8. Juni  | Leopoldo Zea Aguilar                     | mexikanischer Philosoph                                                                                         | 91    |       |
| 9. Juni  | Roosevelt Brown                          | US-amerikanischer American-Football-Spieler und -Trainer                                                        | 71    |       |
| 9. Juni  | Bernd-Jürgen Hamann                      | deutscher evangelischer Pfarrer                                                                                 | 61    |       |
| 9. Juni  | Bent Jædig                               | dänischer Jazzmusiker (Tenorsaxophon und Flöte)                                                                 | 68    |       |
| 9. Juni  | Thomas Raymond Kelly                     | US-amerikanischer Jazz-Bassist                                                                                  | 76    |       |
| 9. Juni  | Zulkarnain Kurniawan                     | indonesischer Badmintonspieler, -trainer und -funktionär                                                        |       |       |
| 9. Juni  | Ramón Masnou Boixeda                     | spanischer Geistlicher, katholischer Bischof                                                                    | 96    |       |
| 9. Juni  | Martin Neuffer                           | deutscher Jurist und Politiker                                                                                  | 79    |       |
| 9. Juni  | Herbert Stachowiak                       | deutscher Philosoph und Hochschullehrer                                                                         | 83    |       |
| 9. Juni  | Manfred Timmermann                       | deutscher Wirtschaftswissenschaftler                                                                            | 67    |       |
| 9. Juni  | Brian Williamson                         | jamaikanischer Menschenrechtsaktivist                                                                           | 58    |       |
| 10. Juni | Antoine Argoud                           | französischer Offizier der Organisation de l’armée secrète (OAS)                                                | 89    |       |
| 10. Juni | Ray Charles                              | US-amerikanischer Blues- und Jazz-Musiker                                                                       | 73    |       |
| 10. Juni | Ursula Dyckerhoff                        | deutsche Ethnologin und Altamerikanistin                                                                        | 73    |       |
| 10. Juni | Francisco Espartaco García Estrada       | mexikanischer Botschafter                                                                                       | 84    |       |
| 10. Juni | Martin Greiffenhagen                     | deutscher Politikwissenschaftler                                                                                | 75    |       |
| 10. Juni | Frank Osterloh                           | deutscher Jurist, Untersuchungsführer in der Ermittlungsabteilung in der ehemaligen Untersuchungshaftanstalt... | 62    |       |
| 10. Juni | Konrad Schwalbe                          | deutscher Dramaturg, Filmwissenschaftler und Rektor                                                             | 76    |       |
| 10. Juni | Alfred Stögmüller                        | österreichischer Theaterintendant                                                                               | 78    |       |
| 10. Juni | Rosinha de Valença                       | brasilianische Gitarristin, Sängerin und Komponistin                                                            | 62    |       |
| 11. Juni | Igrar Aliyev                             | aserbaidschanischer Historiker                                                                                  | 80    |       |
| 11. Juni | Hans Endres                              | deutscher Religionspsychologe und Autor                                                                         | 93    |       |
| 11. Juni | Egon von Fürstenberg                     | Schweizer Modedesigner                                                                                          | 57    |       |
| 11. Juni | Henri-Marie-Charles Gufflet              | französischer Geistlicher, katholischer Bischof                                                                 | 91    |       |
| 11. Juni | Jens Hagen                               | deutscher Fotograf, Journalist und Autor                                                                        | 60    |       |
| 11. Juni | John Hendrik                             | deutscher Sänger und Rundfunkmoderator                                                                          | 99    |       |
| 11. Juni | Mario Jeckle                             | deutscher Informatiker                                                                                          | 29    |       |
| 11. Juni | Luigi Sposito                            | italienischer Geistlicher, katholischer Bischof                                                                 | 83    |       |
| 11. Juni | Xenophon Zolotas                         | griechischer Politiker, Ministerpräsident Griechenlands (1989–1990)                                             | 100   |       |
| 12. Juni | Bassam Salih Kubba                       | stellvertretender irakischer Außenminister (April bis Juni 2004)                                                | 60    |       |
| 12. Juni | Walter Raim                              | US-amerikanischer Unterhaltungsmusiker                                                                          | 68    |       |
| 12. Juni | Gusti Steiner                            | deutscher Sozialarbeiter, Begründer der bundesdeutschen emanzipatorischen Behindertenbewegung                   | 66    |       |
| 13. Juni | António Cardoso Cunha                    | portugiesischer Geistlicher, katholischer Bischof                                                               | 88    |       |
| 13. Juni | Richard Durrance                         | US-amerikanischer Skiläufer                                                                                     | 89    |       |
| 13. Juni | Heinz Haller                             | deutscher Wirtschaftswissenschaftler                                                                            | 90    |       |
| 13. Juni | Doris-Katharina Hessler                  | deutsche Köchin                                                                                                 |       |       |
| 13. Juni | Jennifer Nitsch                          | deutsche Schauspielerin                                                                                         | 37    |       |
| 13. Juni | Clemens Oeftering                        | deutscher Geistlicher, Pfarrer und Ehrenbürger von Heustreu                                                     | 90    |       |
| 13. Juni | Waldemar Pilz                            | deutscher SED-Funktionär                                                                                        | 82    |       |
| 14. Juni | Lienhard Delekat                         | deutscher evangelischer Theologe                                                                                | 76    |       |
| 14. Juni | Frans Gielen                             | belgischer Radrennfahrer                                                                                        | 82    |       |
| 14. Juni | Ulrich Inderbinen                        | Schweizer Bergführer                                                                                            | 103   |       |
| 14. Juni | Carlos Pavlidis                          | französischer Film- und Theaterschauspieler                                                                     | 61    |       |
| 14. Juni | Adolph Spalinger                         | Schweizer Schauspieler, Regisseur und Theaterintendant                                                          | 89    |       |
| 14. Juni | Luise Zahn                               | deutsche Politikerin (SED), MdL Sachsen, Abgeordnete der Volkskammer der DDR                                    | 84    |       |
| 15. Juni | Werner Büdeler                           | deutscher Journalist und Autor                                                                                  | 76    |       |
| 15. Juni | Lennie Bush                              | britischer Jazzmusiker                                                                                          | 77    |       |
| 15. Juni | Lothar Fischer                           | deutscher Bildhauer                                                                                             | 70    |       |
| 15. Juni | Alfonsas Grigaitis                       | litauischer Politiker, Bürgermeister von Alytus                                                                 | 75    |       |
| 15. Juni | Olga Lecaye                              | französische Schriftstellerin und Illustratorin                                                                 | 88    |       |
| 15. Juni | Fini Littlejohn                          | österreichisch-US-amerikanische Schauspielerin und Illustratorin                                                | 89    |       |
| 15. Juni | Ahmet Piriştina                          | türkischer Politiker albanischer Abstammung                                                                     | 52    |       |
| 16. Juni | Robert Freed Bales                       | US-amerikanischer Sozialpsychologe                                                                              | 88    |       |
| 16. Juni | Günther Beitzke                          | deutscher Rechtswissenschaftler                                                                                 | 95    |       |
| 16. Juni | Todor Dinow                              | bulgarischer Maler, Vater des bulgarischen Trickfilms                                                           | 84    |       |
| 16. Juni | Herman H. Goldstine                      | US-amerikanischer Mathematiker                                                                                  | 90    |       |
| 16. Juni | Hans Juretschke                          | deutscher Romanist, Hispanist, Germanist und Historiker, der in Spanien wirkte                                  | 94    |       |
| 16. Juni | Ursula Lillig                            | deutsche Schauspielerin                                                                                         | 65    |       |
| 16. Juni | Lorna Lippmann                           | australische Menschenrechtlerin und Autorin                                                                     | 82    |       |
| 16. Juni | Awraam Moissejewitsch Milezki            | sowjetischer Architekt                                                                                          | 86    |       |
| 16. Juni | Paul Neagu                               | britisch-rumänischer Bildhauer, Maler und Performancekünstler                                                   | 66    |       |
| 16. Juni | Thanom Kittikachorn                      | thailändischer General und Politiker                                                                            | 92    |       |
| 17. Juni | Alfred Fischer                           | deutscher Richter am Bundesverwaltungsgericht                                                                   | 84    |       |
| 17. Juni | Alfred Jacomis                           | französischer Skilangläufer                                                                                     | 93    |       |
| 17. Juni | Vilayat Inayat Khan                      | Oberhaupt des Internationalen Sufi-Ordens                                                                       | 87    |       |
| 17. Juni | Jacek Kuroń                              | polnischer Bürgerrechtler, Publizist, Historiker und Politiker, Mitglied des Sejm                               | 70    |       |
| 17. Juni | Sara Lidman                              | schwedische Schriftstellerin                                                                                    | 80    |       |
| 17. Juni | Gerry McNeil                             | kanadischer Eishockeytorwart                                                                                    | 78    |       |
| 17. Juni | Jackie Paris                             | US-amerikanischer Jazzsänger und -gitarrist                                                                     | 77    |       |
| 17. Juni | Albert Tréca                             | französischer Diplomat                                                                                          | 86    |       |
| 18. Juni | Tsutomu Adachi                           | japanischer Manga-Zeichner                                                                                      | 56    |       |
| 18. Juni | Boris Batanow                            | russischer Fußballspieler                                                                                       | 69    |       |
| 18. Juni | Sydney Bettex                            | britischer Filmarchitekt                                                                                        | 82    |       |
| 18. Juni | Doris Dowling                            | US-amerikanische Schauspielerin                                                                                 | 81    |       |
| 18. Juni | Karl Dressel                             | deutscher Verlagsinhaber                                                                                        | 86    |       |
| 18. Juni | George Flower                            | US-amerikanischer Schauspieler, Autor, Produzent, Regieassistent, Produktionsmanager und Casting Director       | 66    |       |
| 18. Juni | Dragomir Ilic                            | jugoslawischer Fußballtorhüter                                                                                  | 78    |       |
| 18. Juni | Günter Falkenau                          | deutscher Schauspieler, Regisseur und Hörspielsprecher                                                          | 66    |       |
| 18. Juni | Frederick Jaeger                         | britischer Schauspieler                                                                                         | 76    |       |
| 18. Juni | Hafiz Sabri Koçi                         | sunnitischer Geistlicher, Vorsitzender des Rates der Muslime in Albanien                                        | 83    |       |
| 18. Juni | Peter Märthesheimer                      | deutscher Drehbuchautor                                                                                         | 66    |       |
| 18. Juni | Anselm Treese                            | deutscher Bildhauer                                                                                             | 73    |       |
| 18. Juni | Elwood Curtin Zimmerman                  | US-amerikanischer Entomologe                                                                                    | 91    |       |
| 19. Juni | Harold Frost                             | US-amerikanischer Orthopäde und Chirurg                                                                         |       |       |
| 19. Juni | Charly Grosskost                         | französischer Radrennfahrer                                                                                     | 60    |       |
| 19. Juni | Mehmet Günsür                            | türkischer Schriftsteller und Maler                                                                             |       |       |
| 19. Juni | Willy Mitterhuber                        | deutscher Lyriker                                                                                               | 77    |       |
| 19. Juni | Esther Nirina                            | madagassische Bibliothekarin und Dichterin                                                                      | 71    |       |
| 19. Juni | Nikolaus von Preradovich                 | österreichischer Historiker, Autor und Publizist                                                                | 86    |       |
| 19. Juni | Else Quecke                              | deutsche Schauspielerin                                                                                         | 96    |       |
| 19. Juni | Günter Albert Schulz                     | deutscher Maler und Hochschullehrer                                                                             | 82    |       |
| 19. Juni | Alfredo Torero                           | peruanischer Anthropologe und Linguist                                                                          | 73    |       |
| 20. Juni | Jim Bacon                                | australischer Politiker                                                                                         | 54    |       |
| 20. Juni | Robert R. Blake                          | US-amerikanischer Psychologe und Wirtschaftswissenschaftler                                                     | 86    |       |
| 20. Juni | Dieter Bös                               | österreichischer Jurist und Wirtschaftswissenschaftler                                                          | 63    |       |
| 20. Juni | Hanns Cibulka                            | deutscher Schriftsteller                                                                                        | 83    |       |
| 20. Juni | Luis Contreras                           | US-amerikanischer Schauspieler                                                                                  | 53    |       |
| 20. Juni | Horst Drechsler                          | deutscher Historiker                                                                                            | 77    |       |
| 21. Juni | Luigi Accogli                            | italienischer Geistlicher, römisch-katholischer Erzbischof und Diplomat des Heiligen Stuhls                     | 86    |       |
| 21. Juni | Joseph Sunday Ajomo                      | nigerianischer Geistlicher, katholischer Bischof                                                                | 65    |       |
| 21. Juni | Leonel de Moura Brizola                  | brasilianischer Politiker                                                                                       | 82    |       |
| 21. Juni | Kurt Buecheler                           | deutscher Schauspieler                                                                                          | 88    |       |
| 21. Juni | John Edward Heaps                        | australischer katholischer Bischof                                                                              | 77    |       |
| 21. Juni | Eila Kivikk’aho                          | finnische Dichterin und Übersetzerin                                                                            | 83    |       |
| 21. Juni | Jost Michaels                            | deutscher Klarinettist und Musikpädagoge, aber auch Pianist und Dirigent                                        | 82    |       |
| 21. Juni | Ilse Oel                                 | deutsche Politikerin (CDU), MdL                                                                                 | 72    |       |
| 21. Juni | Edward Scott                             | kanadischer Geistlicher, anglikanischer Primas von Kanada                                                       | 85    |       |
| 21. Juni | Clifford Solomon                         | US-amerikanischer Jazz- und R&B-Musiker                                                                         | 73    |       |
| 21. Juni | Franziska Stömmer                        | bayerische Volksschauspielerin und Charakterdarstellerin                                                        | 81    |       |
| 21. Juni | Werner Weidmann                          | deutscher Pädagoge und Autor                                                                                    | 73    |       |
| 22. Juni | Bob Bemer                                | US-amerikanischer Computerpionier                                                                               | 84    |       |
| 22. Juni | Thomas Gold                              | US-amerikanischer Astrophysiker                                                                                 | 84    |       |
| 22. Juni | Gerd Iversen                             | deutscher Mediziner und Politiker (FDP)                                                                         | 88    |       |
| 22. Juni | Erwin Jehle                              | liechtensteinischer Skilangläufer                                                                               | 81    |       |
| 22. Juni | Virgilio López Irías                     | honduranischer Geistlicher, Bischof von Trujillo                                                                | 66    |       |
| 22. Juni | Gino Proietti                            | französischer Radrennfahrer                                                                                     | 87    |       |
| 22. Juni | Sigurd Ry Andersen                       | dänischer Mediziner, Pathologe und Professor für Augenheilkunde                                                 | 89    |       |
| 22. Juni | Noboru Shinoda                           | japanischer Kameramann                                                                                          | 52    |       |
| 22. Juni | Carlton Skinner                          | US-amerikanischer Offizier und Politiker                                                                        | 91    |       |
| 22. Juni | Mattie Stepanek                          | US-amerikanischer Lyriker                                                                                       | 13    |       |
| 23. Juni | Jimmy Lee Fautheree                      | US-amerikanischer Country-Sänger                                                                                | 70    |       |
| 23. Juni | Günther Kehnscherper                     | deutscher Theologe                                                                                              | 75    |       |
| 23. Juni | Wilhelm Krelle                           | deutscher Volkswirt, Mathematiker und Physiker                                                                  | 87    |       |
| 23. Juni | Yaʿaḳov Meshorer                         | israelischer Numismatiker und Klassischer Archäologe                                                            | 68    |       |
| 23. Juni | Roy Middleton                            | britischer experimenteller Kernphysiker                                                                         | 76    |       |
| 23. Juni | Sigrid Poser                             | deutsche Neurologin                                                                                             | 62    |       |
| 23. Juni | Theo Schöller                            | deutscher Unternehmer                                                                                           | 87    |       |
| 23. Juni | Francesco Vòllaro                        | italienischer Ordensgeistlicher, Bischof von Ambatondrazaka                                                     | 89    |       |
| 24. Juni | Mariana Frenk-Westheim                   | deutsch-mexikanische Prosa-Schriftstellerin, Hispanistin, Literaturdozentin, Übersetzerin                       | 106   |       |
| 24. Juni | Carlos Alberto Lacoste                   | argentinischer Politiker, Präsident                                                                             | 75    |       |
| 24. Juni | Dietrich A. Loeber                       | deutsch-baltischer Jurist und Autor                                                                             | 81    |       |
| 24. Juni | Torsten Quidde                           | deutscher Landrat                                                                                               | 72    |       |
| 24. Juni | Heinz Rammelt                            | deutscher Tiermaler und Zeichner                                                                                | 92    |       |
| 24. Juni | Trudeliese Schmidt                       | deutsche Opernsängerin (Mezzosopran)                                                                            | 61    |       |
| 24. Juni | Marc Zanussi                             | luxemburgischer Politiker                                                                                       | 45    |       |
| 25. Juni | Efstratios Anastasiadis                  | griechischer Agrarwissenschaftler                                                                               | 84    |       |
| 25. Juni | Bruno De Zordo                           | italienischer Skispringer                                                                                       | 62    |       |
| 25. Juni | Margot Guilleaume                        | deutsche Sopranistin                                                                                            | 94    |       |
| 25. Juni | Sofio Guinto Balce                       | philippinischer Geistlicher, katholischer Bischof                                                               | 62    |       |
| 25. Juni | Peter Havas                              | US-amerikanischer Physiker                                                                                      | 88    |       |
| 25. Juni | Karol Kennedy                            | US-amerikanische Eiskunstläuferin                                                                               | 72    |       |
| 25. Juni | Imanol Larzabal                          | spanischer Sänger und Komponist                                                                                 | 74    |       |
| 25. Juni | Günter Quadbeck                          | deutscher Chemiker, Neurochemiker                                                                               | 88    |       |
| 26. Juni | Ott Arder                                | estnischer Dichter, Kinderbuchautor und Übersetzer                                                              | 54    |       |
| 26. Juni | George Charles                           | Politiker aus St. Lucia                                                                                         | 87    |       |
| 26. Juni | Heinrich Franke                          | deutscher Politiker (CDU), MdL, MdB, Präsident der Bundesanstalt für Arbeit                                     | 76    |       |
| 26. Juni | Yash Johar                               | indischer Filmproduzent                                                                                         | 74    |       |
| 26. Juni | Helmut Klein                             | deutscher Pädagoge und Politiker                                                                                | 74    |       |
| 26. Juni | Tjaarke Maas                             | niederländische Malerin                                                                                         | 29    |       |
| 26. Juni | Naomi Schemer                            | israelische Sängerin und Stückeschreiberin                                                                      | 73    |       |
| 26. Juni | George W. Thorn                          | US-amerikanischer Endokrinologe                                                                                 | 98    |       |
| 27. Juni | Erik Blumenthal                          | deutscher Psychologe, Dipl. Graphologe und Psychotherapeut                                                      | 89    |       |
| 27. Juni | Peter Blythe                             | britischer Schauspieler                                                                                         | 69    |       |
| 27. Juni | Carlos Botto Vallarino                   | chilenischer Komponist und Musikpädagoge                                                                        | 80    |       |
| 27. Juni | Jean Graczyk                             | französischer Radsportler                                                                                       | 71    |       |
| 27. Juni | Boris Holban                             | rumänisch-französischer Résistanceführer                                                                        |       |       |
| 27. Juni | Fred Ramdat Misier                       | surinamischer Politiker, Staatspräsident                                                                        | 77    |       |
| 27. Juni | Edwin Noël                               | deutscher Schauspieler                                                                                          | 59    |       |
| 27. Juni | George Patton IV                         | US-amerikanischer Offizier                                                                                      | 80    |       |
| 27. Juni | Fausto Romitelli                         | italienischer Komponist                                                                                         | 41    |       |
| 27. Juni | Helmut Rothemund                         | deutscher Politiker (SPD), MdL                                                                                  | 75    |       |
| 27. Juni | Hanna Wassylaschtschuk                   | ukrainische Künstlerin der dekorativen Kunst (Kunstweberei)                                                     | 79    |       |
| 27. Juni | Herbert Zapp                             | deutscher Bankier und Kunstmäzen                                                                                | 76    |       |
| 28. Juni | Jean Boyer                               | französischer Organist, Komponist und Professor für Orgel                                                       | 55    |       |
| 28. Juni | Georges de Caunes                        | französischer Journalist, Autor, Hörfunk- und Fernsehmoderator                                                  | 85    |       |
| 28. Juni | Bohuslav Chňoupek                        | tschechoslowakischer Politiker (KSČ)                                                                            | 78    |       |
| 28. Juni | Arthur Harper                            | US-amerikanischer Jazzmusiker                                                                                   | 65    |       |
| 28. Juni | Marcel Jullian                           | französischer Autor, Publizist, Regisseur und Fernsehproduzent                                                  | 82    |       |
| 28. Juni | Renate Lepsius                           | deutsche Politikerin (SPD), MdB                                                                                 | 77    |       |
| 28. Juni | Hisashi Nozawa                           | japanischer Schriftsteller                                                                                      | 44    |       |
| 28. Juni | Stive Vermaut                            | belgischer Radrennfahrer                                                                                        | 28    |       |
| 28. Juni | Thomas Zereske                           | deutscher Kanute und Trainer                                                                                    | 38    |       |
| 29. Juni | Dietrich Karl Ernst Fewson               | deutscher Agrarwissenschaftler Populationsgenetiker und Tierzüchter                                             | 79    |       |
| 29. Juni | Alvin Hamilton                           | kanadischer Politiker                                                                                           | 92    |       |
| 29. Juni | Ira von Mellenthin                       | deutsche Journalistin, Kolumnistin und Autorin                                                                  | 40    |       |
| 29. Juni | Stipe Šuvar                              | jugoslawischer, danach kroatischer Politiker und Soziologe                                                      | 68    |       |
| 30. Juni | Geoff Goodacre                           | australischer Hürdenläufer                                                                                      | 77    |       |
| 30. Juni | Walther Kirchner                         | deutsch-US-amerikanischer Historiker                                                                            | 99    |       |
| 30. Juni | Paul Nordhues                            | deutscher Geistlicher, Weihbischof in Paderborn                                                                 | 89    |       |
| 30. Juni | Jacques Rossi                            | polnisch-französischer politischer Aktivist und Schriftsteller                                                  | 94    |       |
| Juni     | Siegfried Breuer jr.                     | österreichischer Schauspieler                                                                                   | 73    |       |
| Juni     | Barbara Haeger                           | deutsche Bildhauerin                                                                                            |       |       |
| Juni     | Stuart McKerrow                          | britischer Paläontologe und Geologe                                                                             |       |       |
| Juni     | Ingrid von Reyher                        | deutsche Chemikerin, Dozentin und Ehrenbürgerin                                                                 | 96    |       |
| Juni     | Betty Sedlmayr                           | deutsche Schauspielerin und Operettensängerin                                                                   | 99    |       |
| Juni     | Klaus Stieringer                         | deutscher Schauspieler, Hörspielsprecher und -regisseur                                                         |       |       |
| Juni     | Rolf Wüthrich                            | Schweizer Fußballspieler                                                                                        | 65    |       |